# Supercoppa di Serie C 2021
La Supercoppa di Serie C 2021 è stata la 21ª edizione della Supercoppa di Serie C. Il torneo è un triangolare a cui partecipano le vincitrici dei tre gironi della Serie C 2020-2021. Il trofeo è stato vinto dalla Ternana, alla sua prima vittoria.

## Squadre partecipanti
Le squadre partecipanti all'edizione 2021 sono:
- Como Vincitrice del girone A di Serie C 2020-2021
- Perugia Vincitore del girone B di Serie C 2020-2021
- Ternana Vincitrice del girone C di Serie C 2020-2021

## Formula
Questa edizione prevede le seguenti regole:
- 1ª giornata: la squadra che riposa nella prima giornata viene decisa da un sorteggio, e dallo stesso viene sorteggiata la prima squadra destinata a giocare in trasferta.
- 2ª giornata: alla seconda giornata si affrontano la squadra che ha riposato e quella che perde la prima gara o, in caso di pareggio, quella che ha giocato la prima gara in casa.
- 3ª giornata: si affrontano le due squadre non incontratesi nelle due giornate precedenti.

La squadra che si piazza al primo posto viene designata vincitrice del trofeo. In caso di arrivo a pari punti, valgono le seguenti regole:
1. differenza reti nelle gare del girone di Supercoppa;
2. maggior numero di reti segnate nelle gare del girone di Supercoppa;
3. maggior numero di reti segnate nelle gare esterne del girone di Supercoppa;
4. sorteggio.

## Incontri
| Arbitro: | Garofalo (Torre del Greco) |

|                         |           |                 |
| Melchiorri 30’ Elia 69’ | Marcatori | 48’ Gabrielloni |

| Arbitro: | Fontani (Siena) |

|  |           |                                         |
|  | Marcatori | 20’ Salzano 40’ Vantaggiato 70’ Peralta |

| Arbitro: | D'Ascanio (Ancona) |

|             |           |  |
| Salzano 64’ | Marcatori |  |

## Classifica
| Squadra | P.ti | G | V | N | P | GF | GS | DR |
| ------- | ---- | - | - | - | - | -- | -- | -- |
| Ternana | 6    | 2 | 2 | 0 | 0 | 4  | 0  | +4 |
| Perugia | 3    | 2 | 1 | 0 | 1 | 2  | 2  | 0  |
| Como    | 0    | 2 | 0 | 0 | 2 | 1  | 5  | -4 |